# Coixinet tèrmicament conductor

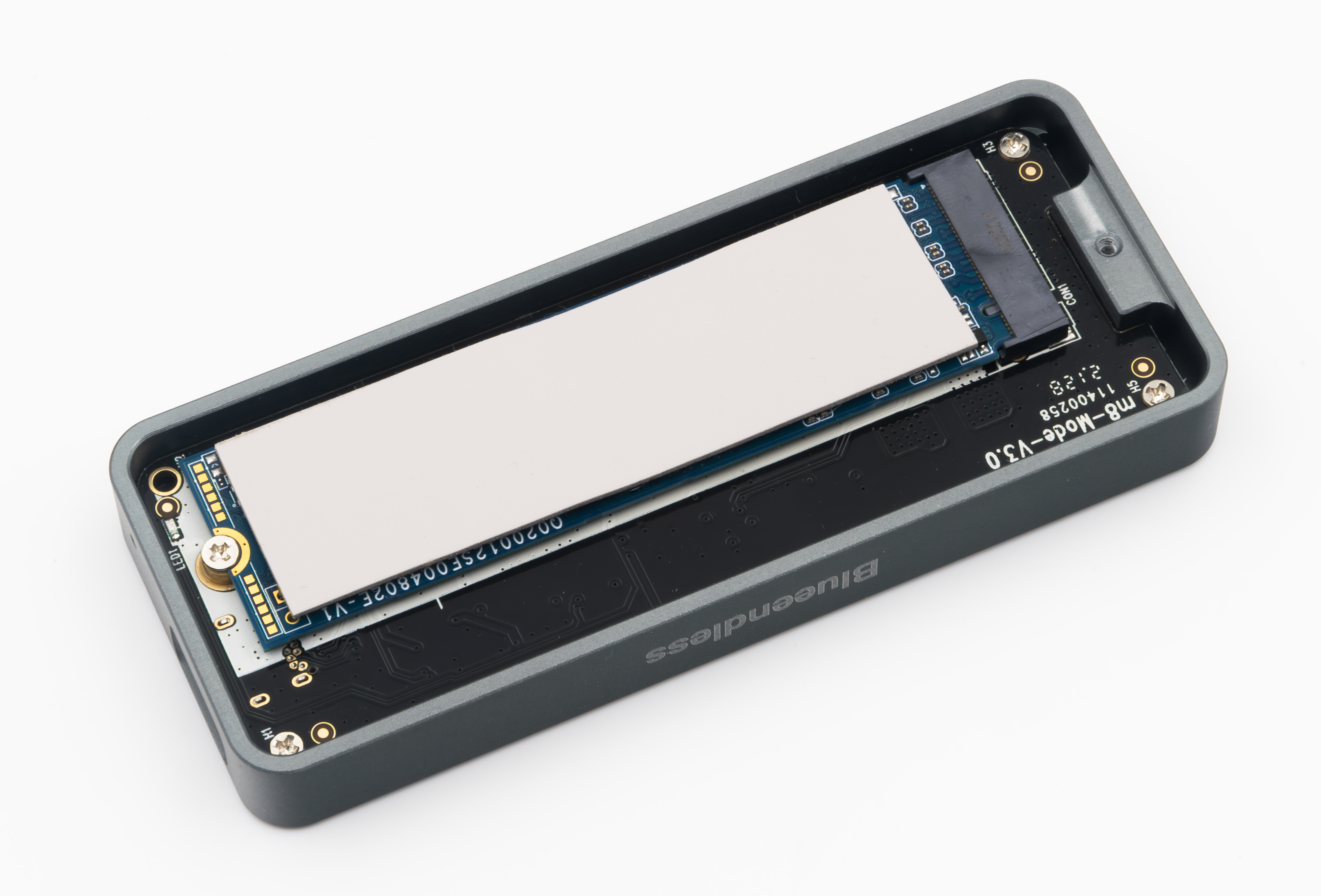

En informàtica i electrònica, els coixinets tèrmics (també anomenats coixinet tèrmicament conductor o coixinet d'interfície tèrmica) són rectangles preformats de material sòlid (sovint cera de parafina o silicona) que es troben habitualment a la part inferior dels dissipadors de calor per ajudar a la conducció de la calor lluny del component que es refreda (com una CPU o un altre xip) i al dissipador de calor (generalment fet d'alumini o coure). Els coixinets tèrmics i el compost tèrmic s'utilitzen per omplir els buits d'aire causats per superfícies imperfectament planes o llises que haurien d'estar en contacte tèrmic; no serien necessaris entre superfícies perfectament planes i llises. Els coixinets tèrmics són relativament ferms a temperatura ambient, però es tornen tous i són capaços d'omplir els buits a temperatures més altes.

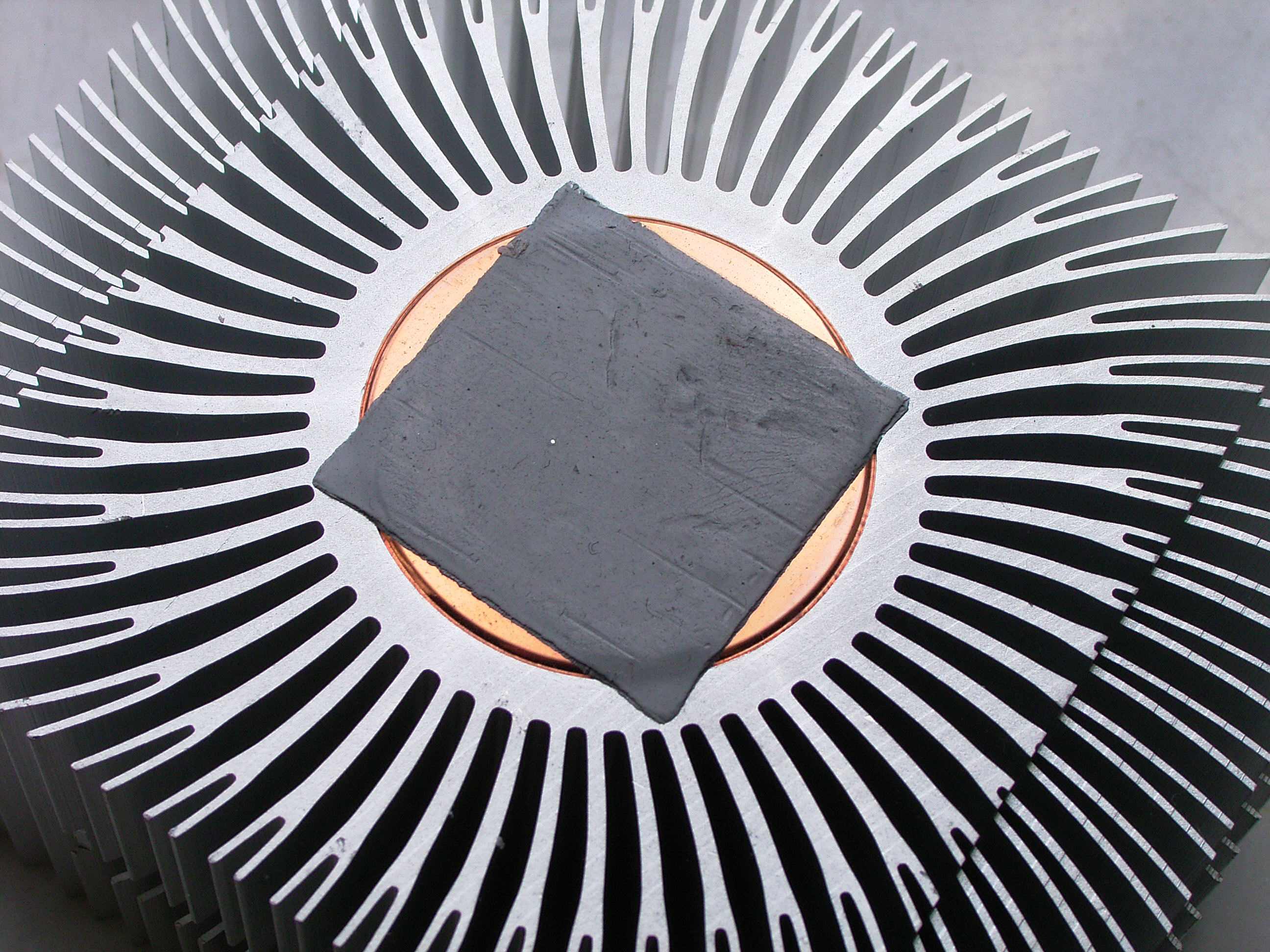
Coixinet tèrmic termoplàstic en un refrigerador de processador

És una alternativa a la pasta tèrmica per utilitzar-la com a material d'interfície tèrmica. AMD i Intel han inclòs coixinets tèrmics a la part inferior dels dissipadors de calor que s'envien amb alguns dels seus processadors, ja que són més nets i generalment més fàcils d'instal·lar. Tanmateix, els coixinets tèrmics condueixen la calor de manera menys efectiva que una quantitat mínima de pasta tèrmica.

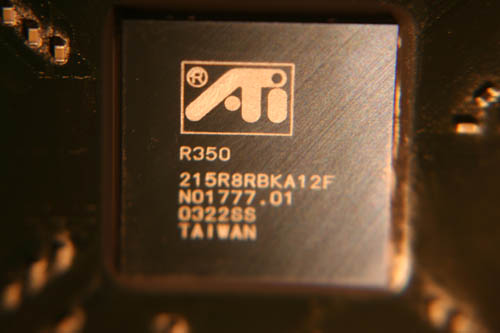
La pasta tèrmica està dissenyada per omplir les imperfeccions superficials de la superfície d'un xip.